# Галецкий, Иван Иванович

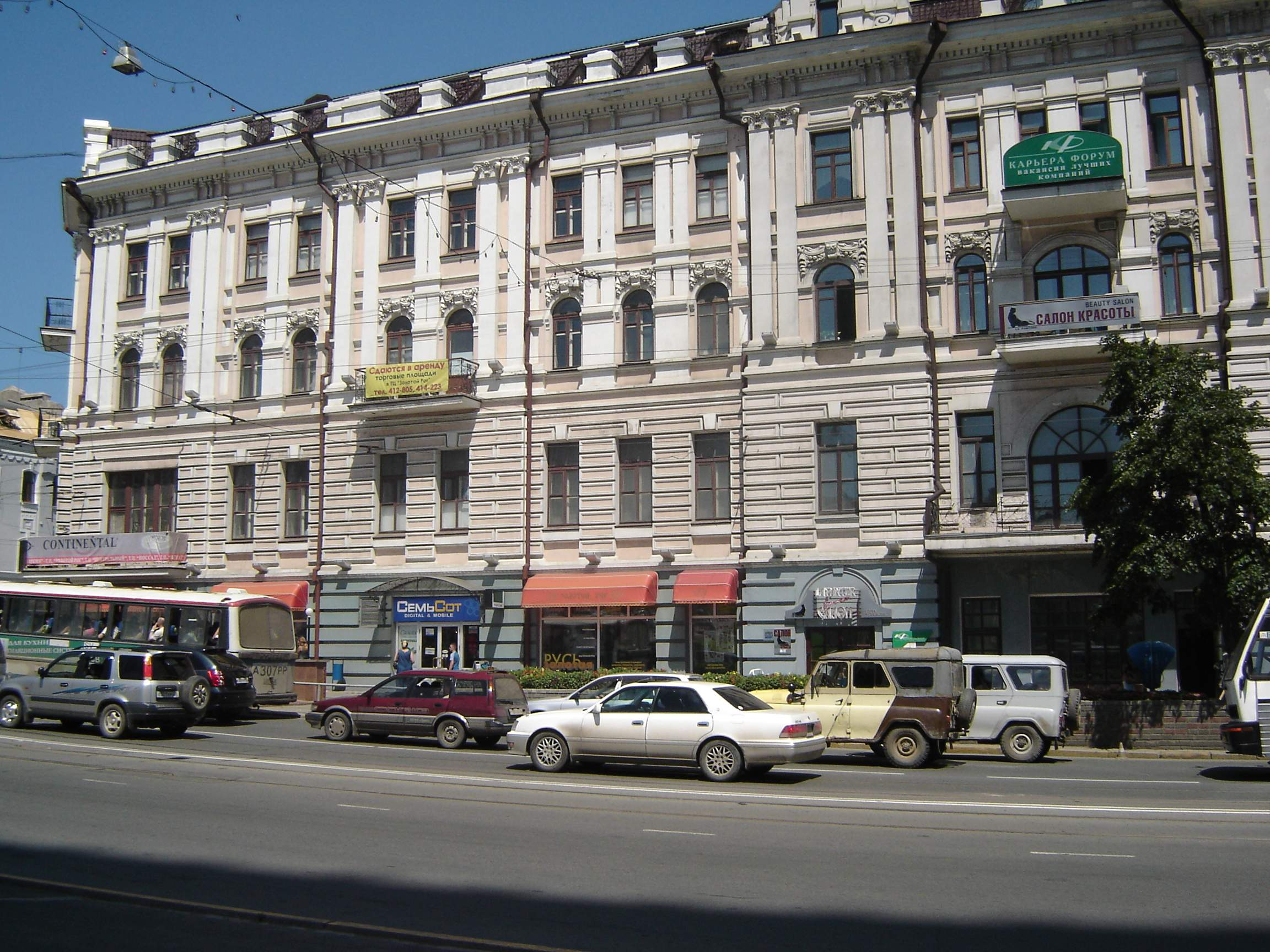
Бывшее здание гостиницы и театра «Золотой Рог», 2005 год

Галецкий, Иван Иванович (1843 год, Санкт-Петербургская губерния, Российская империя — 15 января 1915 года, Петроград) — владивостокский купец, в начале XX века — один из крупнейших предпринимателей Дальнего Востока, владелец гостиницы и театра «Золотой Рог» во Владивостоке.

## Биография
Иван Иванович Галецкий родился в 1843 году в Санкт-Петербургской губернии. В 1860-х годах служил Русско-Американской компании в Ново-Архангельске. В 1867 году из-за разногласий с начальником колонии князем Максутовым против Галецкого было заведено уголовное дело, однако он был оправдан. 21 июня 1868 года он уволился со службы, в том же году с женой Анной Карловной и сыном Петром покинул Русскую Америку и переехал на Дальний Восток, в Николаевск-на-Амуре, где записался сначала в мещанское общество, а потом во 2-ю купеческую гильдию. В 1871 году переехал в Благовещенск, где стал купцом 1-й гильдии. 1 августа 1871 года приобрёл земельный участок во Владивостоке (478-й участок в 18-м  квартале), в 1874 году поселился во Владивостоке.
Во Владивостоке Галецкий занимался торговлей продовольственными и промышленными товарами, в 1870–1980-е годы был доверенным золотопромышленной компании по разведке и добыче золота на юге Приморья. В 1891—1897 годах брал подряды на строительстве Уссурийской железной дороги.                         
В 1876 году Галецкий приобрёл 45-й участок в 5-м квартале Владивостока (в настоящее время — район перекрёстка Светланской и Алеутской) с деревянным домом, построенным в 1872 году А.В. Зайковым и начал пристраивать к нему новые помещения, сдавая жильцам в качестве меблированных комнат. В начале 1880-х годов здание превратилось в 2-этажную гостиницу, названную «Золотой Рог». В 1885 году Галецкий пристроил к зданию зал на 350 мест, который получил известность как «театр мадам Галецкой» и стал первым театром во Владивостоке.
В 1899 году гостиница и театр «Золотой Рог» были уничтожены пожаром. В 1901—1903 годах инженером И.С. Багиновым построено 4-этажное каменное здание, которое стоит здесь по сей день. Чтобы добыть средства на строительство, Галецкий заложил землю в банк, переписался из 1-й купеческой гильдии во 2-ю и с целью удешевления работ незаконно внёс изменения в утверждённый городской управой проект. Новое здание стало одним из самых больших в городе. В западной части находились меблированные комнаты, гостиница и ресторан, в восточной — театр на 850 мест с балконом и двумя ярусами лож. В 1904 году 60-летний Галецкий отошёл от дел, доверив содержание гостиницы управляющему Воскобойникову, а театр сдал в аренду антрепренёру Соломину.
В 1905 году театр был закрыт за нарушение пожарной безопасности, а в конце октября 1905 года разгромлен в ходе вооружённого антиправительственного выступления и сильно пострадал от пожара. Восстановительные работы продолжались до начала октября 1906 года. Проект реконструкции здания был разработан И.В. Мешковым. В ходе реконструкции дом получил электрическое освещение и паровое отопление. Всего в гостинице было 40 номеров и меблированные комнаты с ванными, на первом этаже разместились магазин дамского платья «A lа Parisienne»  купца 2-й гильдии  Б.Ф. Новака,  магазин модной обуви Петерсена, ювелирный магазин А.И. Барашкова. Несколько меблированных комнат занимали представительства торговых компаний, в числе которых «Товарищество Лаксер и Ко». Театр был передан в аренду И.М. Арнольдову за 35 тысяч  рублей в год.
По оценкам на 1909 год гостиница и театр «Золотой Рог» стоили 397 тыс. рублей и были вторым крупным объектом недвижимости во Владивостоке после магазина компании «Кунст и Альберс» (ныне здание ГУМа на Светланской, 35), который стоил 408 тыс. рублей. Чистый доход от «Золотого Рога» в 1915 году составил 50 тыс. рублей.
С 1909 по 1922 год театр «Золотой Рог» был сдан в аренду антрепренёру Е.М. Долину. Благодаря его усилиям на сцене «Золотого Рога» выступали многие известные гастролёры: в 1909 году — В.Ф. Комиссаржевская, в 1910 году — П.Н. Орленев, К.А. Варламов, в 1911 году — В.П. Далматов, в 1914 году — Е.Н. Рощина-Инсарова.  
Иван Иванович Галецкий умер 15 января 1915 года в Петрограде в возрасте 72 лет. После смерти Галецкого все его имущество перешло наследникам — жене и пятерым взрослым детям.